# Maximum length sequence
Pour les articles homonymes, voir MLS.

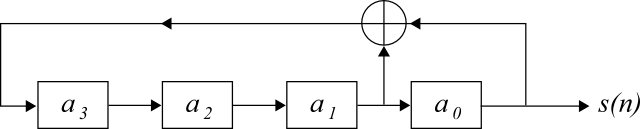
Registres à décalage MLS L4.

Une maximum length sequence (MLS) est une séquence binaire pseudo-aléatoire (SBPA) — c'est-à-dire une suite périodique de valeurs produite par un registre à décalage à rétroaction linéaire (LFSR) — qui explore toutes les valeurs pouvant être produites par le registre à décalage : s'il comporte {\displaystyle n} bascules, {\displaystyle 2^{n}-1} valeurs sont parcourues.
Le calcul effectué par le registre à décalage peut être représenté par un polynôme dont les coefficients valent 0 ou 1. Une condition nécessaire et suffisante pour que la suite générée par le LFSR soit une maximum length sequence est que le polynôme associé soit un polynôme primitif.